# Spider-Man and the X-Men in Arcade’s Revenge
Spider-Man and the X-Men in Arcade's Revenge — видеоигра, впервые выпущенная компанией LJN для SNES в 1992 году. Впоследствии состоялся выход игры для консолей Genesis и Game Gear (под брендом дочерней компании Flying Edge) для Game Boy. В центре сюжета разворачивается противостояние супергероев Marvel Comics Человека-паука и Людей Икс с суперзлодеем Аркадой.

## Обзор
Пролетая на паутине над Нью-Йорком, Человек-паук замечает, что некоторые члены Людей Икс, а именно Циклоп, Шторм и Росомаха исчезли. Затем он становится свидетелем похищения Гамбита и, выяснив, что за этим стоит Аркада, бросается в погоню за грузовиком. Он обнаруживает Аркаду в заброшенном здании, где уничтожает роботов злодея. Вместе с Циклопом, Шторм, Росомахой и Гамбитом, Человек-паук становится участником смертельных игр в Мире убийств, симулированной программы, разработанной Аркадой для пыток и убийства своих жертв.
Игроку необходимо успешно завершить два «события» каждого героя Marvel, чтобы получить возможность управлять Человеком-пауком в финальной битве с Аркадой и спастись. В то время как первое событие любого персонажа может быть выбрано по желанию игрока, его второе событие остаётся недоступно для игры до завершения первого. У всех героев один и тот же счётчик жизней, отчего, если один персонаж теряет жизнь, остальные также лишаются её.
- Уровни Человека-паука: крыши Нью-Йорка. На первом этапе боссами выступают Н’астир и Шокер, а на втором — Носорог и Карнаж.
- Уровни Шторм: подводный лабиринт, где Шторм имеет ограниченный запас воздуха. Её боссы — напоминающие танки машины.
- Уровни Росомахи: первый уровень — дом веселья, где врагами являются дубликаы злодея Клоуна Вредены, а боссом — Апокалипсис. Неистовый Джаггернаут преследует его на протяжении всего второго этапа.
- Уровни Гамбита: роковая пещера, где его преследует гигантский шар с шипами. Босс первого уровня — гигантская игральная карта, последний босс — гигантская роботизированная версия Селин.
- Уровни Циклопа: два этапа, каждый из которых разворачивается в подземных шахтах Стражей Дженоши. Боссом финального этапа выступает Мастер Молд.

После завершения каждого этапа, игрок управляет всеми персонажами, которые сражаются на миниуровнях с аналогичным дизайном, оформленных в стиле «закулисья» Мира убийств. Обстановка меняется лишь у героини Шторм, которая приобретает возможность ходить, стрелять молниями, призывает порывы ветра и прыгать выше других персонажей. Последний уровень разворачивается в большой комнате, где Аркада преследует Человека-паука на большом роботе в форме Аркады, который спроектирован по принципу матрёшки. Люди Икс стоят на краю арены, время от времени принимая участие в сражении.
С поражением Аркады здание взрывается. Человек-паук и другие выживают, однако Аркаде удаётся сбежать.

## Разработка и выпуск
По словам Ричарда Кея из Software Creations, разработка игры была сопряжена с проблемами: «У Spider-Man And X-Men всё пошло не так, в результате чего представители Acclaim Entertainment кричали на нас и угрожали судебным разбирательством, и мы были вынуждены работать тремя командами над этой игрой». Версии игры для Genesis и Super NES практически идентичны, за исключением разного инструментария в саундтреке.

## Критика
| Сводный рейтинг    | Сводный рейтинг                     |
| Агрегатор          | Оценка                              |
| ------------------ | ----------------------------------- |
| GameRankings       | 70,17 % (SNES)                      |
| Иноязычные издания |                                     |
| Издание            | Оценка                              |
| ASM                | SNES: 7/12                          |
| AllGame            | SGG:                                |
| CVG                | GB: 60/100 SGG: 88/100 SNES: 81/100 |
| GameFan            | SNES: 90 %                          |
| GameZone           | SNES: 90/100                        |
| ONM                | SNES: 89/100                        |
| Video Games (DE)   | GB: 46 % SNES: 63 %                 |
| Game Players       | SNES: 6/10                          |
| N-Force            | SNES: 75/100                        |
| Play Time          | SNES: 78 %                          |
| Sega Magazine      | SGG: 51/100                         |
| Joypad             | SMD: 84 %                           |
| Hyper              | SMD & SNES: 62 %                    |
| Mean Machines      | SGG: 89/100 SMD: 78/100             |
| Super Play         | SNES: 72 %                          |

В своё обзоре версии для Game Boy, GamePro положительно отозвался о графике, однако раскритиковал управление и тот факт, что игрокам приходится неоднократно проходить утомительный лабиринт 1 уровня всякий раз, когда они запускают игру. Также GamePro дал отрицательный отзыв версии для Game Gear, заявив, что в ней сохраняются проблемы версии для Game Boy. Electronic Gaming Monthly дал версии Game Gear 6 баллов из 10, высоко оценив возможность играть несколькими разными персонажами, но критикуя чрезмерную сложность игры. Бретт Алан Вайс из AllGame раскритиковал версию Game Gear за «неудобное» управление, особенно в случае с Человеком-пауком, и слабые интерпретации супергероев. Super Gamer оценивал версию для SNES и поставил ей 75%, заявив: «Благодаря обилию супергероев игра понравится фанатам комиксов. Геймплей разнообразен и сложен, графика впечатляющая, а звук —великолепен».
Годы спустя после выхода игры, саундтрек, написанный Тимом Фоллином, получил высокую оценку от фанатов, по мнению которых в нём присутствовали одни из лучших музыкальных композиций.